# Novo Lino
Novo Lino é um município brasileiro do estado de Alagoas, localizado na Região Metropolitana da Zona da Mata Alagoana, instituída pela lei complementar estadual nº 31, de 15 de dezembro de 2011, e constituída por catorze municípios, são eles: Branquinha, Campestre, Colônia Leopoldina, Ibateguara, Jacuípe, Joaquim Gomes, Jundiá, Matriz de Camaragibe, Novo Lino, Porto Calvo, Santana do Mundaú, São José da Laje, São Luís do Quitunde e União dos Palmares, sendo essa última sua sede. Sua população é de 12.690 segundo estimativa do IBGE para 2019, com uma área territorial de 215,547 km² e um eleitorado de 9.032 eleitores pelo censo do TSE de janeiro de 2020.

## História
O município teve origem do Sítio Lino, quando o Alferes Manoel Baraúna recebeu as terras em sesmaria de Dom Pedro II, sendo premiado pela sua atuação na guerra de 1865. O nome Lino veio do primeiro proprietário. 
O Alferes Manoel Baraúna morreu em 1885 e seu filho, Alferes Manoel Baraúna Filho, herdou as terras e a partir daí ele começou a desenvolver a região e quando morreu, em 1950, suas terras foram repartidas entre cinco herdeiros.
O povoado de Sítio Lino só começou a ter movimento quando as famílias Messias Dias e Guedes de Melo foram morar naquelas terras construindo suas casas e alguns pontos comerciais, a casa onde ele construiu e morou durante vários anos existe até hoje no município e se localiza no Sítio Lino, próximo ao centro da cidade na Rua Santa Luzia. Anos mais tarde já em 1960 começaram as construções de muitas casas e deram um novo impulso ao povoado. Com o projeto do Governo Federal de construir uma BR que ligue todo o país foi instalado no meio do município a BR 101 que ficou em funcionamento sendo rodovia federal até meados de 2016, atualmente de forma não oficial essa BR é uma avenida municipal que agora está passando por fora e está totalmente duplicada, com essa rodovia duplicada e fora da cidade está contribuindo para o desenvolvimento da cidade, já tem um Posto de Combustível instalado às margens da mesma e futuramente terá pontos comerciais, residências, órgãos públicos e áreas de lazer e diversão, entre outros.
Em 18 de janeiro de 1961 Sítio Lino foi instalado como Distrito Sede de Colônia Leopoldina, devido ao rápido crescimento promovido pelos trabalhadores que chegaram na região para prestar serviços as usinas de cana de açúcar e álcool da região, sendo que a maioria desses trabalhadores se instalaram no Sítio Lino tendo no mesmo ano seu nome mudado para Novo Lino com a definição de distrito, que é até hoje o nome da cidade. 
Exatamente por causa desse progresso que chegou ao distrito de Sítio Lino é que a comunidade resolveu se unir e lutar pela independência do povoado. Muitos trabalharam para isso e entre os que se destacaram no movimento estavam nomes como Paulo Gomes de Barros (que veio a ser prefeito anos mais tarde), Alfredo Soares da Silva, Manoel Claudino Lemos, Manoel Sebastião de Lemos, Antônio Buarque de Lima, Izaías Buarque de Lima, João Constâncio Lima Filho, Aloísio Tavares Cordeiro, Carlos Gomes de Barros, Caetano Cavalcante, Manoel Messias da Cruz, Dionísio Guedes de Melo, Benedito Guedes de Melo e Messias José Dias.
A Emancipação política do município de Novo Lino aconteceu em 01 de dezembro de 1962 pela lei estadual nº 2.490 sendo desmembrada do município de Colônia Leopoldina pela Lei Estadual, sendo oficialmente ex-distrito da cidade mencionada.
Em divisão territorial datada de 31 de dezembro de 1963, o município é constituído do distrito sede assim permanecendo em divisão territorial datada de 2007 com 186,91 km², em 2016 o município ganhou novos territórios tendo sua área total atualmente segundo o IBGE (Instituto de Brasileiro de Geografia e Estatística), uma área de 215,547 km².

## Geografia e Localização
Apresenta uma vegetação de Mata Atlântica, Clima Tropical, temperado e úmido. Localiza-se na região Leste de Alagoas, na microrregião da Zona da Mata, sendo seus limites: Joaquim Gomes, Matriz do Camaragibe, Jundiá, Colônia Leopoldina, Campestre e Xexéu - PE.

## Demografia
Novo Lino apresenta 33,6% de domicílios com esgotamento sanitário adequado, 48,1% de domicílios urbanos em vias públicas com arborização e 5,3% de domicílios urbanos em vias públicas com urbanização adequada (presença de bueiro, calçada, pavimentação e meio-fio). Quando comparado com outros municípios do estado, fica na posição 24 de 102, 71 de 102 e 72 de 102, respectivamente. Já quando comparado a outras cidades do país, sua posição é 2.956 de 5.570, 4.199 de 5.570 e 3.427 de 5.570, respectivamente. Sua área territorial é de 215,547 km² segundo o IBGE (2019), sua população era de 12.060 em 2010 e sua população em 2019 é 12.690 hab. segundo o IBGE, densidade demográfica de 51,67 hab/km². Comparado com outros municípios do Estado fica na posição 62 de 102, na micro região fica na posição de 12 de 16, no país fica na posição de 2.589 de 5.570. O município está à 94 km da capital do estado, Maceió e à 156 km do Recife, capital de Pernambuco.

### População Residente por Religião[6]
- Católica Apostólica Romana: 8.256 pessoas
- Evangélica de todas as igrejas de nomenclaturas diferentes: 3.148 pessoas
- Espírita ou religiões de matriz africana: 316 pessoas
- Nenhuma Religião ou Ateu: 1.709 pessoas

### Eleitorado
Segundo o TSE, em janeiro de 2020 o município totaliza 9.032 eleitores, o qual pertence a Zona Eleitoral de Joaquim Gomes sendo sua Zona 53.

## Agricultura
A produção de frutas e raízes principalmente a banana; da variedade da terra e prata, e as raízes leguminosas como o inhame e a macaxeira. Grande parte da população trabalha na cadeia produtiva da cana-de-açúcar. O município tem extensas porções de terras destinadas ao cultivo da cana. Usinas de municípios vizinhos também recebem mão-de-obra de Novo Lino.

## Economia
O município destaca-se por ser o 2º maior produtor de bananas do Estado de Alagoas e por ser um dos maiores produtores de cana de açúcar da região, o município em 2015 tinha um PIB per capita de R$ 8.625,89 em reais. Comparando com outros municípios do Estado ficava na posição de 46 de 102, na micro região ficava na posição de 9 de 16 e no país ficava na posição de 4.096 de 5.570 municípios. 
Taxa das receitas oriundas de fontes externas é de 91,8%. Comparando com outros municípios do Estado ficava na posição de 42 de 102, na micro região ficava na posição de 8 de 16, no país ficava na posição de 1.744 de 5.570 municípios. 
Total de receitas realizadas de R$ 29.345 em reais (x1000). Comparando com outros municípios do Estado ficava na posição de 61 de 102, na micro região ficava na posição de 11 de 16, no país ficava na posição de 2.527 de 5.570 municípios.
Total das despesas realizadas R$ 14.004 em reais (x1000). Comparando com outros municípios do Estado ficava na posição de 61 de 102, na micro região ficava na posição de 10 de 16, no país ficava na posição de 2.469 de 5.570 municípios.
Como o município fica próximo de Maceió 94 km de distância e do Recife – PE, 156 km de distância, as distâncias entre essas duas capitais facilitam o acesso da população ao lazer e a busca por trabalho, já que o município não possui empresas que geram empregos para toda população, no município há poucos meios de trabalho, o comércio local que gera cerca de 150 empregos diretos e a feira livre que gera cerca de 50 empregos temporários aos sábados, das 05h da manhã ao meio dia e a grande empresa que tem no município atualmente é a Prefeitura Municipal que gera cerca de 700 empregos efetivos e contratos, também algumas usinas da região que geram um pouco mais de 300 empregos fixos para a população e a agricultura do município que gera mais 250 empregos fixos, segundo os dados do IBGE de 2015.

### Trabalho e Rendimento
Em 2015, o salário médio mensal era 1,7 salários mínimos. A proporção de pessoas ocupadas em relação à população total era de 8,4%. Na comparação com os outros municípios do estado, ocupava as posições de 51 de 102 e de 44 de 102, respectivamente. Já na comparação com outras cidades do país, ficava na posição de 3.666 de 5.570 e 3.864 de 5.5.70, respectivamente. Considerando domicílios com rendimentos mensais de até meio salário mínimo por pessoa, tinha 52,9% da população nessas condições, o que colocava na posição 43 de 102 dentre as cidades do estado e na posição de 820 de 5.570 dentre as cidades do país.

## Hino Oficial de Novo Lino
Parabéns Novo Lino
Cidade
criança
Pelo teu
aniversário Parabéns
Cidade
Esperança
Todos
cantam com orgulho esta canção
Parabéns
na tua Emancipação
São mais
férteis canaviais
Tua gente
é mais forte e viril
E a tua
mocidade inteligente
É
promessa no futuro do Brasil
Nos teus
campos cereais vão brotando
Aumentando
mais a mais o progresso
Mais
escola, mais cultura prá tua gente
Novo Lino
de mãos dadas com o sucesso
Mais
estradas
Mais
desenvolvimento
Evolução
brilha no seu destino
Município
que orgulho Alagoas
Pequenino,
Progressista, Novo Lino
Autor Desconhecido

## Educação
Em 2015, os alunos dos anos iniciais da rede pública da cidade tiveram nota média de 3,8 no IDEB. Para os alunos dos anos finais, essa nota foi de 2,6. Na comparação com cidades do mesmo estado, a nota dos alunos dos anos iniciais colocava esta cidade na posição 79 de 102. Considerando a nota dos alunos dos anos finais colocava na posição de 82 de 102. A taxa de escolarização (para pessoas de 6 a 14 anos) foi de 93,6  em 2010. Isso posicionava o município na posição 90 de 102 dentre as cidades do estado e de 5.275 de 5.570 dentre as cidades do país.

### Matrícula
As matrículas apresentadas são referente ao ano de 2015 pelo IBGE.
- Ensino Pré – Escolar: 260 alunos
- Ensino Fundamental: 2.138 alunos
- Ensino Médio: 491 alunos

## Saúde
A taxa de mortalidade infantil média na cidade é de 35,71 para 1.000 nascidos vivos. As internações devido a diarreias são de 0,5 para cada 1.000 habitantes. Comparado com todos os municípios do estado, fica nas posições 6 de 102 e 77 de 102, respectivamente. Quando comparado a cidades do Brasil todo, essas posições são de 278 de 5570 e 3330 de 5570, respectivamente.

## Cultura e Eventos
Novo Lino conta com eventos oficiais em seu calendário, porém nos últimos anos não está com todo o prestígio que tinha antigamente, pois o município vem perdendo prestígio nas suas festas tradicionais ao longo dos anos, como a Festa do Padroeiro da cidade, São José (19 de março), Santo Antônio, São João e São Pedro (12, 23, 24, 28 e 29 de junho), respectivamente, Festa de Emancipação Política ou o Novo Lino Fest, como é conhecida por todo o estado de Alagoas e parte de Pernambuco que acontece dias 29/30 de novembro e 01 de dezembro a cada ano. O Novo Lino Fest fez 17 anos de tradição ano passado e a Festa do Padroeiro São José fará 55 anos em 2018. 